# Военное министерство Австро-Венгрии
Военное министерство Австро-Венгерской империи (нем. k.u.k. Kriegsministerium) — в период 1867—1918 гг. главное ведомство административного управления и обеспечения деятельности Вооружённых сил Австро-Венгерской империи, включая Сухопутные войска и ВМС мирного времени. До 1911 г. носило наименование Военного министерства империи (нем. Reichskriegsministerium), в 1911-18 г. — Императорско-королевского военного министерства (нем. k.u.k. Kriegsministerium).

## История
Императорско-королевские Сухопутные войска Австро-Венгерской империи вместе с независимыми от центрального командования Вооружёнными силами Австрии и Венгрии и ВМС Австро-Венгерской империи составляли Вооружённые силы Австро-Венгерской империи (нем. Bewaffnete Macht von Österreich-Ungarn).
Имперское военное министерство не занималось делами:
- Вооружённых сил Австрии (нем. Kaiserlich-königliche Landwehr).
- Вооружённых сил Королевства Венгрии (венг. Királyi Honvédség)

Причиной формирования в 1867 г. независимых от короны государственных Вооружённых сил было желание королевского правительства Венгрии иметь независимые от императорского правительства Вооружённые силы и желание короны иметь в противовес им дополнительно иметь самостоятельные Вооружённые силы австрийских земель.

## Структура

### Секретариат
- канцелярия министра.
- административные вопросы
- учёт старшего офицерского состава
- пресс-служба
- органы печати
- контроль нормативных актов

### Направления
- Кадров (1-2-й отделы)
- Кавалерии (3-й отдел)
- Военной юстиции (4-й отдел)
- Инженерных войск (5-й, 8-й отделы)
- Военного образования (6-й отдел)
- Артиллерии (7-й отдел)
- Интендантское (9-15-й отделы)
- Главное управление ВМС

| Направления          | Начальник                    | Отделы                      | Функции                              | Начальник         |
| -------------------- | ---------------------------- | --------------------------- | ------------------------------------ | ----------------- |
| Канцелярия           | Ген.-м-р К. ф. Адлерхорст    |                             | Приёмная                             | Й. ф. Кроненвальд |
| Канцелярия           | Ген.-м-р К. ф. Адлерхорст    |                             | Экспедиция                           | Й. Лёдерер        |
| Канцелярия           | Ген.-м-р К. ф. Адлерхорст    |                             | Регистратура                         | Р. ф. Клар        |
| Канцелярия           | Ген.-м-р К. ф. Адлерхорст    |                             | Бухгалтерия                          | И. Бернер         |
| Кадров               | Ген.-л-т А. ф. Фогараш       | 1-й                         | Офицерский                           | К. Герабек        |
| Кадров               | Ген.-л-т А. ф. Фогараш       | 2.W                         | Унтер-офицерский                     | К. Цапп           |
| Кадров               | Ген.-л-т А. ф. Фогараш       | 2.St.                       | Призывной                            | Й. ф. Рупрехт     |
| Кавалерии            | Ген.-л-т А. ф. Штрауссенбург | 3-й                         | Кавалерия и гужевые перевозки        | А. Новотны        |
| Кавалерии            | Ген.-л-т А. ф. Штрауссенбург | 3.R                         | Конного состава                      |                   |
| Военного образования | Ген.-л-т А. ф. Штрауссенбург | 6-й                         | Учебные заведения Стипендионный фонд | Г. Лейдль         |
| Военной юстиции      |                              | 4-й                         | Следственный                         |                   |
| Военной юстиции      | 4.I                          | Прокуратура                 | Й. Кёлер                             |                   |
| Военной юстиции      | 4.II                         | Суды (Военное издательство) | К. Машка                             |                   |
| Инж. войск           | Ген.-л-т Л. ф. Понтемальгера | 5-й                         | Инженерный                           | Г. Домашнян       |
| Инж. войск           | Ген.-л-т Л. ф. Понтемальгера | 5. E.B.                     | Железнодорожный                      | И. Штрауб         |
| Инж. войск           | Ген.-л-т Л. ф. Понтемальгера | 5. T.B.                     | Связи                                | А. Новотны        |
| Инж. войск           | Ген.-л-т Л. ф. Понтемальгера | 5.M.                        | Авто- и авиачасти                    | О. ф. Прагенау    |
| Инж. войск           | Ген.-л-т Л. ф. Понтемальгера | 8-й                         | Военного строительства               | Г. Штовассер      |
| Инж. войск           | Ген.-л-т Л. ф. Понтемальгера | 8.H.B.                      | Инженерного состава                  | В. Дзюбински      |
| Артиллерии           | Ген.-л-т Л. ф. Понтемальгера | 7-й                         | Артиллерийский                       | А. де Надь-Ситке  |
| Артиллерии           | Ген.-л-т Л. ф. Понтемальгера | 7.P                         | Боеприпасов                          | Е. ф. Бенфельд    |
| Интендантское        | Ген.-л-т Л. Яржебецки        | 9-й                         | Соцобеспечения                       | Й. Лёбл           |
| Интендантское        | Ген.-л-т Л. Яржебецки        | 10-й                        | Статистический                       | Э. ф. Штайниц     |
| Интендантское        | Ген.-л-т Л. Яржебецки        | 11-й                        | Интендантский                        | В. Ханаузек       |
| Интендантское        | Ген.-л-т Л. Яржебецки        | 11.E                        | Жилищный                             | Ф. Фирбас         |
| Интендантское        | Ген.-л-т Л. Яржебецки        | 12-й                        | Провиантский                         | И. Шуберт         |
| Интендантское        | Ген.-л-т Л. Яржебецки        | 13-й                        | Вещевой                              | А. Сейпка         |
| Интендантское        | Ген.-л-т Л. Яржебецки        | 14-й                        | Медслужбы                            | Ф. Бек            |
| Интендантское        | Ген.-л-т Л. Яржебецки        | 15-й                        | Ревизионный                          | Г. Варта          |
| Интендантское        | Ген.-л-т Л. Яржебецки        | 15.B.                       | Бюджета                              | Й. Андерка        |

## Здания
В 1867—1912 гг. Военное министерство Австро-Венгерской империи располагалось в 1-м округе Вены, Придворная пл. д.2. В связи с расширением аппарата Сухопутных войск, к концу XIX в. значительная часть сотрудников Министерства располагалась в снимаемых городских помещениях, и в начале 1900-х гг. было начато строительство нового здания в районе бывших городских ворот Штубен на кольцевой магистрали Рингштрассе (сектор кольца Штубенринг), куда переехал в 1913 г. почти весь аппарат Министерства. На площади перед зданием был установлен памятник маршалу Радецкому.
Здание Главного управления ВМС Австро-Венгерской империи первоначально располагалось в основном здании, но в 1908 г. переехало в специально построенное здание на ул. Таможни (Цолль-Амт-штрассе, нем. Zollamtsstraße) д. 9 (угол пер. Марксер, нем. Ecke Marxergasse). Все здания Военного Ведомства, за исключением здания Военного Совета на Придворной пл., сохранились по сегодняшний день.

## Военные министры

### Австрии (до 1867 г.)
| \| \| Военные министры Австрийской Империи (1848—67 гг.) \| |                                                    |                                  |  |             |
| 1                                                           | Генерал- лейтенант                                 | Т. ф. Латур (1848 г.)            |  | 1848 г.     |
| 2                                                           | Генерал                                            | Ф. ф. Кордон (1849 г.)           |  | 1849 г.     |
| 3                                                           | Генерал                                            | Ф. Дьюлаи (1798—1868 гг.)        |  | 1849-50 гг. |
| 4                                                           | Генерал                                            | А. ф. Монте-Крето (1850-53 гг.)  |  | 1850-53 гг. |
| 5                                                           | Эрцгерцог                                          | Вильгельм (1827—94, гг.)         |  | 1853-60 гг. |
| 6                                                           | Генерал                                            | А. ф. Дегенфельд (1798—1876 гг.) |  | 1893 гг.    |
| 7                                                           | Генерал- лейтенант                                 | К. ф. Франк (1806-67 гг.)        |  | 1864-66 гг. |
| 8                                                           | Генерал- лейтенант                                 | Ф. ф. Йон (1815-76 гг.)          |  | 1866-67 гг. |
|                                                             | Военные министры Австрийской Империи (1848—67 гг.) |                                  |  |             |

### Австро-Венгрии (до 1918 г.)
| \| \| Военные министры Австро-Венгерской Империи (1867—1918 гг.) \| |                                                            |                                    |  |               |
| 1                                                                   | Генерал- лейтенант                                         | Ф. ф. Йон (1815-76 гг.)            |  | 1867-68 гг.   |
| 2                                                                   | Генерал                                                    | Ф. ф. Куненфельд (1817-96 гг.)     |  | 1868-74 гг.   |
| 3                                                                   | Генерал                                                    | А. ф. Коллер (1813-90 гг.)         |  | 1874−76 гг.   |
| 4                                                                   | Генерал                                                    | А. ф. Биландт-Рейдт (1821-91 гг.)  |  | 1876- 88 гг.  |
| 5                                                                   | Генерал                                                    | Ф. ф. Бауэр (1825-93 гг.)          |  | 1888-93 гг.   |
| 6                                                                   | Генерал                                                    | Р. ф. Меркль (1831—1911 гг.)       |  | 1893 гг.      |
| 7                                                                   | Генерал- лейтенант                                         | Э. ф. Кригхаммер (1832—1906 гг.)   |  | 1893-1902 гг. |
| 8                                                                   | Генерал                                                    | Г. ф. Питрейх (1841—1920 гг.)      |  | 1902-06 гг.   |
| 8                                                                   | Генерал- лейтенант                                         | Ф. ф. Шёнайх (1844—1916 гг.)       |  | 1906-11 гг.   |
| 9                                                                   | Генерал                                                    | М. Ауффенберг (1852—1928 гг.)      |  | 1911-12 гг.   |
| 10                                                                  | Генерал                                                    | А. ф. Кробатин (1849—1933 гг.)     |  | 1912-17 гг.   |
| 11                                                                  | Генерал армии                                              | Р. ф. Штайнштеттен (1861—1921 гг.) |  | 1918 г.       |
|                                                                     | Военные министры Австро-Венгерской Империи (1867—1918 гг.) |                                    |  |               |